# Cautília
Cautília, Kautília ou Kautilya (c. 370 a.C. – 283 a.C.), também chamado de Chanaquia (Chanakya) ou Vixenugupta, foi um estadista e filósofo indiano dos séculos IV e III a.C. que serviu como primeiro-ministro de Chandragupta Máuria (r. 322/321–298/297 a.C.), o fundador do Império Máuria. Ele foi fundamental para ajudar Chandragupta a derrubar a dinastia Nanda em Pataliputra, na região de Mágada. Segundo os historiadores, foi graças a seu trabalho que o Império Máuria sob Chandragupta e Asoca (r. 272/268–238 a.C.) tornou-se um modelo de governo eficiente.
Cautília nasceu no seio da casta brâmane (a mais alta classe da sociedade hindu), e recebeu sua educação em Taxasila (atual Taxila, Afeganistão). É conhecido por dominar conhecimentos de medicina e astrologia, e acredita-se que fosse familiar com elementos da aprendizagem persa e grega introduzida na Índia pelos zoroastristas. A ele é atribuída a autoria de um tratado clássico de política, o Artaxastra ("a ciência do ganho material"), uma compilação de quase tudo que havia sido escrito até o momento na Índia a respeito do artha (propriedade, economia ou sucesso material).

## Biografia

### Identidade
O tratado Artaxastra tem sido tradicionalmente atribuído ao primeiro-ministro de Chandragupta Máuria, Chanaquia. O Artaxastra identifica seu autor pelo nome Cautília, exceto em um verso no qual refere-se a ele pelo nome Vixenugupta. Cautília presumivelmente é nome do gotra (clã) do autor.
Uma das literaturas em sânscrito mais antigas a identificar Chanaquia explicitamente com Vixenugupta foi o Panchatantra de Vixenuxarma. Entretanto, K. C. Ojha considera que a identificação tradição de Vixenugupta com Cautília foi causada por uma confusão entre o editor do texto e seu autor. Segundo ele, Vixenugupta foi o redator do trabalho original de Cautília. Thomas Burrow vai ainda mais longe e sugere que Chanaquia e Cautília podem ter sido pessoas distintas.

### Nascimento e primeiros anos
Cautília nasceu em uma família brâmane. Seu local de nascimento é controverso, e há múltiplas teorias sobre sua origem. De acordo com o texto budista Mahavamsa Tika, sua terra natal foi Taxila. As escrituras jainas, tais como Adbidana Chintamani, mencionam-o como um Dramila, implicando que ele foi um nativo da Índia do Sul. De acordo com o escritor jaina Hemachandra do Parishishtaparva, Cautília nasceu na vila de Canaka, na região de Gola, e era filho do brâmane Canin e sua esposa Canesvari. Outras fontes mencionam seu pai como Chanak e afirmam que o nome "Chanaquia" deriva de "Chanak". De acordo com outras fontes, Chanaquia foi um brâmane de Pataliputra (atual Patna), no norte da Índia.
Cautília foi educado em Taxasila, um antigo centro de aprendizagem localizado no noroeste da Antiga Índia (atual Paquistão). Desde muito cedo começou a estudar Vedas, consideradas as escrituras mais difíceis. Depois partiu para política, onde dedicou-se em direito político, e economia, que permaneceu sua "amiga ao longo da vida." É conhecido por dominar conhecimentos de medicina e astrologia, e acredita-se que fosse familiar com elementos da aprendizagem persa e grega introduzida na Índia pelos zoroastristas. Ele depois tornou-se um professor (acharya) de ciência política na Universidade de Taxasila.

### Carreira de Pataliputra

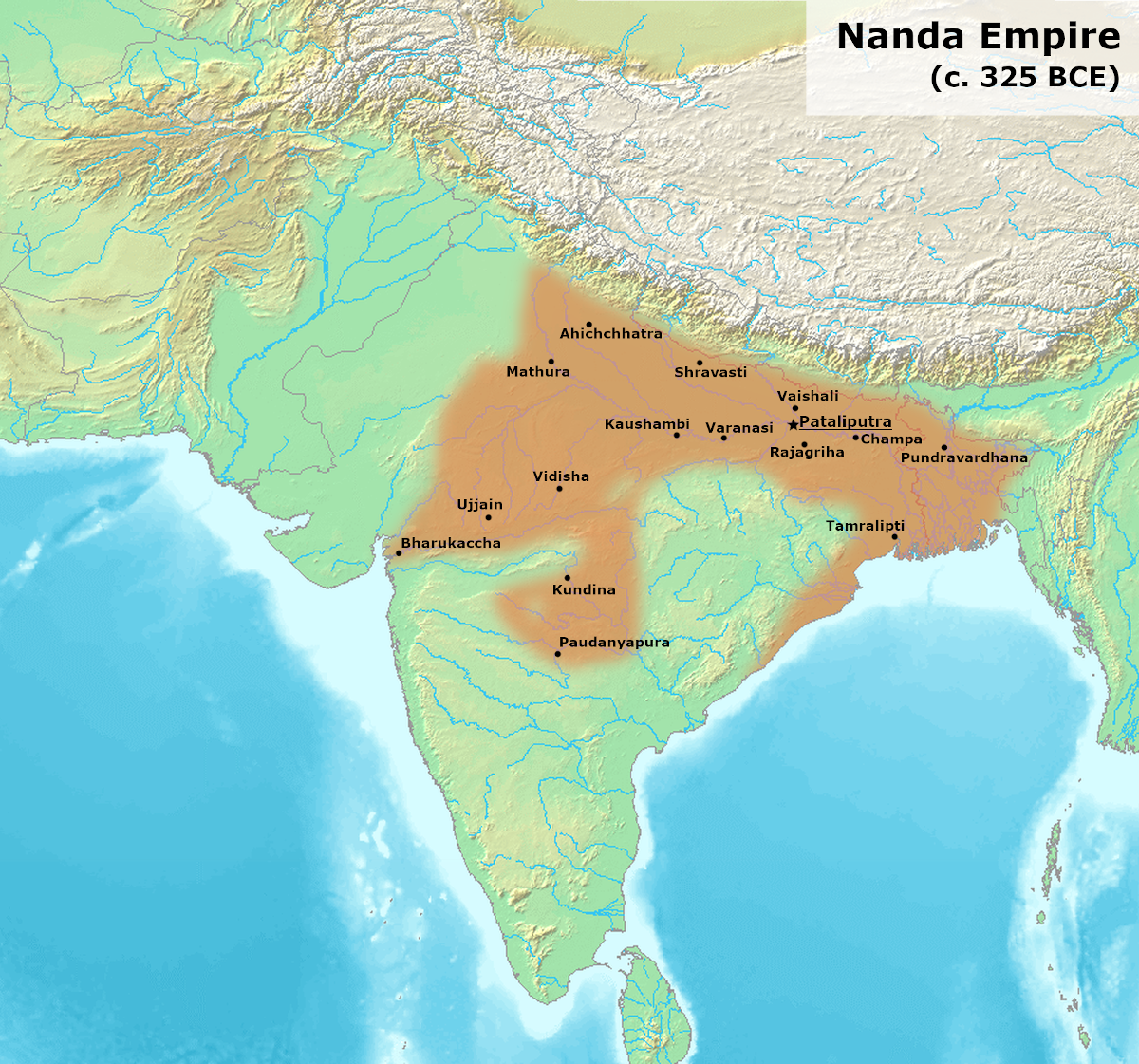
Império Nanda sob Dana Nanda r.

Nos anos 330 a.C., a crescente ameaça de invasão pelas tropas macedônicas de Alexandre, o Grande e os conflitos entre os reinos e repúblicas do norte da Índia levaram Cautília a mudar-se de Taxasila para Pataliputra, a capital do Império Nanda, em Mágada. Ao decidir-se por ir teria dito:
| “ | Agora chegou a hora de deixar a universidade. Os governantes inescrupulosos do país devem ser extirpados e há a necessidade de fortalecer o país politica e economicamente. Meu primeiro e principal dever é salvar o país dos invasores estrangeiros e assegurar esta perigosa preposição. | ” |

Ao chegar em Pataliputra, Cautília ficou conhecido por respeitar pessoas conhecedoras e estudiosos. Por caridade, ele ingressou no comitê ou verdade (Shunga) da cidade, que administrava os presentes e caridades de Dana Nanda (r. 329–321 a.C.) aos pobres. Mais tarde, tornou-se o presidente do comitê. Nesta posição, teve que frequentemente encontrar-se com o rei, o que mostrou-se algo desastroso. No primeiro encontro, por não gostar da aparência feia de Cautília, Dana Nanda tratou-o de maneira ríspida. Para piorar, os cortesões dissuadiram o rei de tratá-lo cordialmente. Com o tempo a relação deles continuou a deterior ainda mais, até o ponto que, sem razão aparente, o monarca dispensou-o de seu posto. Furioso, Cautília teria dito:
| “ | A arrogância em você corroeu o respeito que eu tinha por ti. Removeu-me da presidência sem culpa minha. Não pode agir de uma forma prejudicial para o comportamento de um rei. Acha que há ninguém para questioná-lo? Removeu-me do meu lugar e eu vou destroná-lo! | ” |

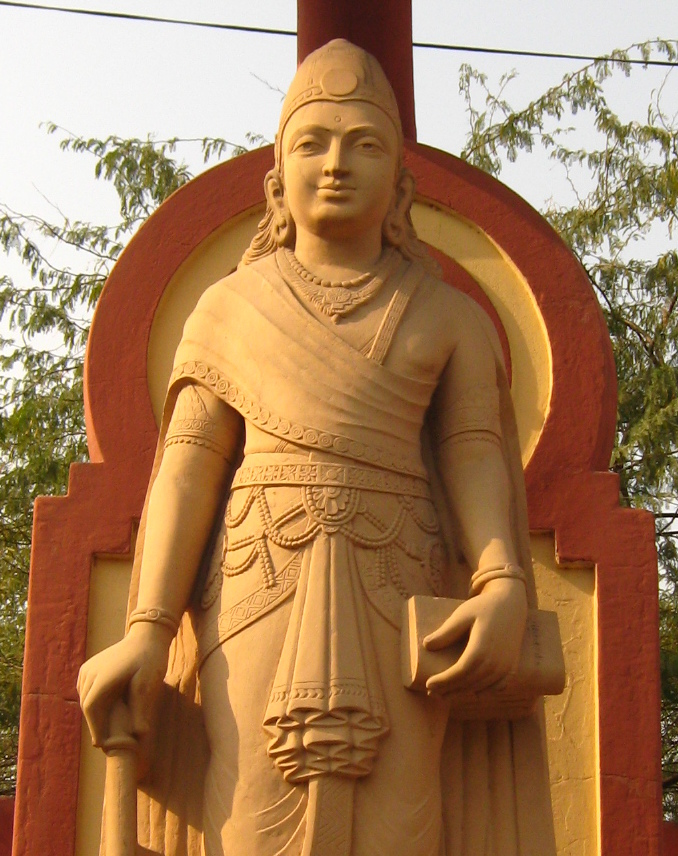
Estátua de Chandragupta Máuria no Templo de Laxminaraiam, Déli

Ao ser humilhado pelo rei, Cautília corre pelas ruas da cidade. Em seu caminho encontra o jovem Chandragupta que o leva para um tschultri (estalagem pública). Lá, o jovem conta-lhe sobre sua família e sua sede de vingança contra a dinastia dos Nandas. Ciente disso, e projetando nele um potencial aliado contra o rei, Cautília resolve cuidar dele e por sete ou oito anos trata de educá-lo na capital de modo a torná-lo apto para a política e guerra.

### Queda do Império Nanda
Nos anos seguintes, após a morte de Alexandre, o Grande em 323 a.C. na Babilônia, os sátrapas deixados por ele na Índia foram mortos ou desalojados. Isso fez com que temporariamente a ameaça grega cessasse e Cautília e Chandragupta pudessem lidar com Dana Nanda. No comando dum grande exército, ambos lançaram uma série de ataques contra o rei Nanda, porém sem conseguir grandes resultados. Várias regiões foram tomadas, porém por mais de um vez elas rebelaram-se contra eles.
De modo a assegurar a vitória deles, Cautília restruturou a estratégia de ataque: tropas foram deixadas nas regiões controladas para evitar futuras rebeliões; Chandragupta assinou um pacto com Parvataca (por vezes identificado com o rei Poro) que juntou-se, com seu irmão Vairochaca e filho Malaia Cetu, ao exército rebelde; espiões foram enviados para território inimigo para coletar informações, principalmente do ministro Amátia Raxasa. Embora não se saiba o desenrolar dos conflitos subsequentes, as fontes afirmam que a revolta foi bem sucedida, com o rei e toda sua linhagem sendo assassinados.

### Carreira no Império Máuria

Império Máuria em

Com a deposição do Dara Nanda, o Império Máuria foi estabelecido sob Chandragupta e Cautília foi nomeado como primeiro-ministro e conselheiro do rei, função que exerceu por muitos anos. Por meio dos conselhos de Cautília, Chandragupta conseguiu expandir seus domínios desde o extremo noroeste do subcontinente indiano, próximo ao atual Irã, até o sul, na região de Carnataca, na Índia. De acordo com uma lenda popular mencionada nos textos jainas, Cautília costumava adicionar pequenas doses de veneno na comida de Chandragupta (mitridatismo) de modo a torná-lo imune a tentativas de envenenamento de seus inimigos. Não ciente disso, em certa ocasião compartilhou sua comida com sua rainha, Durdara, que estava grávida. Uma vez que a rainha não estava acostumada a ingerir comida envenenada, ela morreu. Cautília, entretanto, decidiu que o bebê não deveria morrer: ele cortou a barriga da rainha e retirou a criança. A criança foi chamada Bindusara, pois foi tocada por uma gota (bindu em sânscrito) de sangue contendo veneno.
Quando Bindusara tornou-se jovem, Chandragupta desistiu de seu trono e seguiu o santo jaina Badrabau para o atual Carnataca e assentou-se num lugar chamado Sravana Belagola. Pela mesma época Cautília converteu-se ao jainismo. Ele continuou como primeiro ministro durante o reinado de Bindusara (r. 298/297–272/268 a.C.) e de acordo com o estudioso tibetano Taranata, Cautília ajudou o rei a "destruir os nobres e reis de 16 reinos e assim tornar-se o mestre absoluto do território entre os oceanos oriental e ocidental."

### Morte
De acordo com uma lenda, Cautília retirou-se para uma floresta e privou-se de alimentos até morrer. De acordo com outra lenda mencionada por Hemachandra, ele morreu como resultado de uma conspiração de Subandu, um dos ministros de Bindusara. Subandu, que não gostava dele, contou para Bindusara que Cautília foi responsável pela morte de sua mãe. O rei perguntou para as enfermeiras, que confirmaram a história de seu nascimento. Bindusara ficou horrorizado e enfurecido. Quando Cautília, que era um homem velho à época, soube da fúria do rei, ele decidiu acabar com sua vida. Doou toda sua riqueza para os pobres, viúvas e órfãos e sentou-se num monte de estrume onde preparou-se para morrer de total abstinência de comida e bebida. Pela época, o rei descobriu a história inteira e pediu para Subandu convencer Cautília de desistir de seu plano de matar-se. Subandu, contudo, queimou Cautília vivo durante uma suposta cerimônia dedicada a ele.

## Obras
A ele são atribuídos a autoria de três livros que foram perdidos próximo ao fim do Império Gupta e redescobertos em 1915. O primeiro, Chanayka Niti, consiste na compilação de seus nitis (políticas). O segundo, Nitixastra, é um tratado sobre o estilo de vida ideal que mostra-o em estudo aprofundado do estilo de vida indiano. O terceiro, Artaxastra ("a ciência do ganho material"), é uma compilação de quase tudo que havia sido escrito até o momento na Índia a respeito do artha (propriedade, economia ou sucesso material). O Artaxastra foi utilizada para guiar Chandragupta em seu reinado. Cada uma das 15 seções da obra lidam com uma fase do governo, que Cautília resume como "a ciência da punição". Ele abertamente aconselha o desenvolvimento de um elaborado sistema de espionagem que alcançasse todos os níveis da sociedade e encorajou o assassinato político e secreto. Na obra também são tratados assuntos como políticas fiscais e monetárias, bem-estar, relações internacionais e estratégias de guerra.

## Legado
Cautília é considerado como um pioneiro do campo da economia e ciência política e seu trabalho é pensado como um importante precursor da economia clássica. Segundo os historiadores, foi graças ao trabalho de Cautília que o Império Máuria sob Chandragupta Máuria (r. 321–297 a.C.) e Asoca (r. 272/268–238 a.C.) tornou-se um modelo de governo eficiente. Sua perspicácia e amplo conhecimento ligado a políticas de conveniência ajudaram a fundar e manter o poderoso Império Máuria da Índia. Por vezes foi comparado tanto com Maquiavel como com Platão e Aristóteles.
Atualmente locais e instituições da Índia levam o nome de Cautília: o enclave diplomático Chanaquiapuri em Nova Déli, o Navio-escola Chanaquia, a Universidade Nacional de Direito Chanaquia, o Instituto Chanaquia de Liderança Pública, etc. O ex-assessor da segurança nacional da Índia Shivshankar Menon elogiou o Artaxastra de Cautília por suas regras claras e precisas que podem ser aplicadas ainda hoje. Além disso, recomendou a leitura do livro para ampliar a visão sobre assuntos estratégicos.